# الاحتجاجات المصرية 2020
الاحتجاجات المصرية 2020 هي احتجاجات بدأت يوم الأحد الموافق 20 سبتمبر 2020 في عددٍ من المدن المصرية من أبرزها الجيزة وأسوان للمطالبة بعزل النظام المصري وإسقاط النظام. شهدت الاحتجاجات مشاركة المئات من المصريين، وردد المتظاهرين هتافات مثل «يسقط حكم العسكر» و«لا إله إلا الله، السيسي عدو الله»، وغيرها من الهتافات التي تشجع الناس على البقاء والتجمهر.

## الخلفية
في 8 أبريل 2019، اعتُمد القانون رقم 17 لسنة 2019 الخاص بشأن التصالح في بعض مخالفات البناء وتقنين أوضاعها، والذي بدأ يدخل حيز التنفيذ على أرض الواقع بداية من النصف الثاني من 2020، وقد هُدمت الكثير من المنازل والمساجد من قبل السلطات المصرية مما أثار حفيظة الكثير من المصريين، وقد خرج الرئيس المصري عبد الفتاح السيسي متحدثًا عن قانون التصالح وأعلن عن إصراره على استمرار تنفيذ القانون قائلا: «الموضوع دا أمن قومي، وأنا دماغي فيه» وقال أيضًا في إحدى المؤتمرات عن ضرورة تنفيذ القرار: «لو الأمر استدعى هخلي الجيش ينزل كل قرى مصر».
في يوم 5 سبتمبر 2020، دعا المقاول المصري محمد علي المصريين للتظاهر ضد النظام المصري في يوم 20 سبتمبر 2020 تزامنًا مع الذكرى السنوية الأولى للاحتجاجات المصرية 2019، وقد تصدرت العديد من الوسوم المؤيدة لتلك الدعوة في موقع تويتر.

## التسلسل الزمني
في يوم الأحد 20 سبتمبر 2020 خرج عدد من المُتظاهرين في بعض القرى المصرية من أبرزهم قرى مركز أطفيح، مثل: الكداية، والتي قام المتظاهرون فيها بتحطيم سيارتين تابعتين للشرطة المصرية، وقرية صول، وأيضًا كانت هناك احتجاجات شارك فيها العشرات أو المئات في العياط وأسوان وكفر قنديل وجزيرة الوراق والفيوم والمنيا والأقصر والمطرية والصف ودهشور وبني سويف، وقد استمرت هذه الاحتجاجات على نفس المنوال حتى يوم الأربعاء 23 سبتمبر، وخرجت بعض الدعوات التي تطالب بحشد مليونية يوم الجمعة الموافق 25 سبتمبر، وقد تصدر وسم #جمعة_الغضب_25_سبتمبر في موقع تويتر، والذي يدعو لهذا الأمر.
رأت بعض وسائل الإعلام التابعة للنظام المصري أن فيديوهات الاحتجاجات إما قديمة أو مفبركة من قبل جماعة الإخوان المسلمين، ورأت وسائل الإعلام أن قلة عدد المحتجين والمعارضين للنظام على أرض الواقع مُقارنة بالواقع الافتراضي يرجع إلى التضييق على المحتجين وتراجع دور محمد علي في 2020 مُقارنة بالعام الماضي.
وتحت شعار «جمعة الغضب»، تظاهر المصريون احتجاجا على تدهور الأوضاع المعيشية وهدم المنازل. إلا أن القوات الأمنية تصدت للمتظاهرين بالقوة، حيث أفيد بمقتل شخص وجرح شخصين، واعتقال العشرات في عدة مناطق، فيما مزق محتجون الجمعة صور الرئيس عبد الفتاح السيسي وأحرقوها.

## ردود الفعل
قالت منظمة هيومن رايتس ووتش، في 13 أكتوبر 2020، في بيان لها حول المظاهرات التي خرجت في مصر، الشهر الماضي، إنها تظهر «عدم تخلي» المصريين عن حقوقهم، وأن حكومة عبد الفتاح السيسي «تخشى الاحتجاجات الشعبية».
وقالت إنه «مع اقتراب الذكرى العاشرة لثورة يناير 2011، ينبغي أن تُذكّر احتجاجاتُ سبتمبر/أيلول الحكومةَ بأن القمع لا يعني بالضرورة ضمان الاستقرار».